# Promeces kuntzeni
Promeces kuntzeni är en skalbaggsart som beskrevs av Müller 1941. Promeces kuntzeni ingår i släktet Promeces och familjen långhorningar. Inga underarter finns listade i Catalogue of Life.